# Trialeurodes
Trialeurodes is een geslacht van halfvleugeligen (Hemiptera) uit de familie witte vliegen (Aleyrodidae), onderfamilie Aleyrodinae.
De wetenschappelijke naam van dit geslacht werd voor het eerst geldig gepubliceerd door Cockerell in 1902. De typesoort is Aleurodes pergandei.

## Soorten
Trialeurodes omvat de volgende soorten:
- Trialeurodes abdita Martin, 2005
- Trialeurodes abutiloneus (Haldeman, 1850)
- Trialeurodes amealcensis Carapia-Ruiz, 2003
- Trialeurodes asplenii (Maskell, 1890)
- Trialeurodes bambusae Takahashi, 1943
- Trialeurodes bellissima (Sampson & Drews, 1940)
- Trialeurodes bemisae Russell, 1948
- Trialeurodes bruneiensis Martin in Martin & Camus, 2001
- Trialeurodes celti Takahashi, 1943
- Trialeurodes chinensis Takahashi, 1955
- Trialeurodes coccolobae Russell, 1948
- Trialeurodes colcordae Russell, 1948
- Trialeurodes corollis (Penny, 1922)
- Trialeurodes cryptus Martin, 2005
- Trialeurodes darwiniensis Martin, 1999
- Trialeurodes dicksoniae Martin, 1999
- Trialeurodes diminutis (Penny, 1922)
- Trialeurodes drewsi Sampson, 1945
- Trialeurodes elaphoglossi Takahashi, 1960
- Trialeurodes ericae Bink-Moenen, 1976
- Trialeurodes eriodictyonis Russell, 1948
- Trialeurodes euphorbiae Russell, 1948
- Trialeurodes fernaldi (Morrill, 1903)
- Trialeurodes floridensis (Quaintance, 1900)
- Trialeurodes glacialis (Bemis, 1904)
- Trialeurodes heucherae Russell, 1948
- Trialeurodes hutchingsi (Bemis, 1904)
- Trialeurodes intermedia Russell, 1948
- Trialeurodes ipomoeae Carapia-Ruiz, 2003
- Trialeurodes lauri (Signoret, 1882)
- Trialeurodes longispina Takahashi, 1943
- Trialeurodes madroni (Bemis, 1904)
- Trialeurodes magnoliae Russell, 1948
- Trialeurodes mameti Takahashi, 1951
- Trialeurodes manihoti (Bondar, 1923)
- Trialeurodes meggitti Singh, 1933
- Trialeurodes merlini (Bemis, 1904)
- Trialeurodes mirissimus Sampson & Drews, 1941
- Trialeurodes multipori Russell, 1948
- Trialeurodes notata Russell, 1948
- Trialeurodes oblongifoliae Russell, 1948
- Trialeurodes packardi (Morrill, 1903)
- Trialeurodes palaquifolia Corbett, 1935
- Trialeurodes paucipapilla Martin, 2005
- Trialeurodes perakensis Corbett, 1935
- Trialeurodes pergandei (Quaintance, 1900)
- Trialeurodes phlogis Russell, 1993
- Trialeurodes rex Martin in Martin & Camus, 2001
- Trialeurodes ricini (Misra, 1924)
- Trialeurodes ruborum (Cockerell, 1897)
- Trialeurodes sardiniae (Rapisarda, 1986)
- Trialeurodes shawundus Baker & Moles, 1921
- Trialeurodes similis Russell, 1948
- Trialeurodes tabaci Bondar, 1928
- Trialeurodes tentaculatus (Bemis, 1904)
- Trialeurodes tephrosiae Russell, 1948
- Trialeurodes thaiensis Takahashi, 1943
- Trialeurodes unadutus Baker & Moles, 1921
- Trialeurodes vaporariorum (Westwood, 1856)
- Trialeurodes varia Quaintance & Baker, 1937
- Trialeurodes variabilis (Quaintance, 1900)
- Trialeurodes vitrinellus (Cockerell, 1903)
- Trialeurodes vittatus (Quaintance, 1900)